# Mistrovství světa v biatlonu 2013 – závod s hromadným startem mužů
Závod s hromadným startem mužů na Mistrovství světa v biatlonu 2013 se konal v neděli 17. února jako v pořadí pátý mužský závod biatlonu v lyžařském středisku Vysočina Aréna. Zahájení závodu s hromadným startem proběhlo v 15.00 hodin středoevropského času. Závodu se zúčastnilo celkem 30 biatlonistů.
Obhájcem titulu byl lídr světového pořadí Francouz Martin Fourcade, který po dvou trestných kolech dojel desátý.
Mistrem světa se stal Nor Tarjei Bø, pro kterého to byla třetí zlatá medaile z tohoto šampionátu, avšak vůbec první z individuálního závodu. Stříbro získal ruský závodník Anton Šipulin, který získal na světovém šampionátu svou první medaili. Svoji pátou medaili z toho mistrovství ukořistil další Nor Emil Hegle Svendsen.

## Výsledky
| Pořadí                                                                                         | Č. | Sportovec               | Stát      | Čas     | Střelba (L+L+S+S) | Ztráta  |
| ---------------------------------------------------------------------------------------------- | -- | ----------------------- | --------- | ------- | ----------------- | ------- |
| Zlatá medaile                                                                                  | 19 | Tarjei Bø               | Norsko    | 36:15,8 | 0 (0+0+0+0)       | —       |
| Stříbrná medaile                                                                               | 5  | Anton Šipulin           | Rusko     | 36:19,5 | 1 (0+0+1+0)       | +3,7    |
| Bronzová medaile                                                                               | 1  | Emil Hegle Svendsen     | Norsko    | 36:23,2 | 1 (0+1+0+0)       | +7,4    |
| 4.                                                                                             | 14 | Ondřej Moravec          | Česko     | 36:23,2 | 1 (0+0+1+0)       | +10,4   |
| 5.                                                                                             | 21 | Erik Lesser             | Německo   | 36:28,6 | 1 (1+0+0+0)       | +12,8   |
| 6.                                                                                             | 12 | Dominik Landertinger    | Rakousko  | 36:32,5 | 1 (0+0+1+0)       | +16,7   |
| 7.                                                                                             | 15 | Jean-Guillaume Béatrix  | Francie   | 36:35,4 | 2 (1+0+1+0)       | +19,6   |
| 8.                                                                                             | 16 | Björn Ferry             | Švédsko   | 36:38,3 | 0 (0+0+0+0)       | +22,5   |
| 9.                                                                                             | 20 | Simon Fourcade          | Francie   | 36:52,1 | 2 (1+0+1+0)       | +36,3   |
| 10.                                                                                            | 2  | Martin Fourcade (yr)    | Francie   | 36:52,6 | 2 (0+1+0+1)       | +36,8   |
| 11.                                                                                            | 10 | Andreas Birnbacher      | Německo   | 36:53,0 | 2 (1+0+0+1)       | +37,2   |
| 12.                                                                                            | 6  | Fredrik Lindström       | Švédsko   | 37:15,2 | 2 (1+0+0+1)       | 59,4    |
| 13.                                                                                            | 26 | Lowell Bailey           | USA       | 37:25,2 | 2 (0+0+0+2)       | +1:09,4 |
| 14.                                                                                            | 30 | Simon Schempp           | Německo   | 37:25,9 | 3 (1+1+1+0)       | +1:10,1 |
| 15.                                                                                            | 7  | Dmitrij Malyško         | Rusko     | 37:30,2 | 3 (1+0+1+1)       | +1:14,4 |
| 16.                                                                                            | 8  | Jevgenij Usťugov        | Rusko     | 37:35,0 | 3 (1+1+0+1)       | +1:19,2 |
| 17.                                                                                            | 25 | Henrik L'Abée-Lund      | Norsko    | 37:41,9 | 3 (0+0+2+1)       | +1:26,1 |
| 18.                                                                                            | 13 | Simon Eder              | Rakousko  | 37:48,4 | 2 (1+0+0+1)       | +1:32,6 |
| 19.                                                                                            | 4  | Jakov Fak               | Slovinsko | 38:02,8 | 4 (0+2+0+2)       | +1:47,0 |
| 20.                                                                                            | 23 | Andrij Deryzemlja       | Ukrajina  | 38:03,3 | 4 (1+0+3+0)       | +1:47,5 |
| 21.                                                                                            | 17 | Lukas Hofer             | Itálie    | 38:08,7 | 3 (3+0+0+0)       | +1:52,9 |
| 22.                                                                                            | 22 | Jean-Philippe Leguellec | Kanada    | 38:17,5 | 3 (0+0+1+2)       | +2:01,7 |
| 23.                                                                                            | 24 | Arnd Peiffer            | Německo   | 38:24,7 | 2 (0+2+0+0)       | +2:08,9 |
| 24.                                                                                            | 18 | Ole Einar Bjørndalen    | Norsko    | 38:28,0 | 6 (1+1+2+2)       | +2:12,2 |
| 25.                                                                                            | 9  | Jevgenij Garaničev      | Rusko     | 38:28,1 | 5 (1+1+1+2)       | +2:12,3 |
| 26.                                                                                            | 29 | Klemen Bauer            | Slovinsko | 38:44,1 | 4 (0+0+2+2)       | +2:28,3 |
| 27.                                                                                            | 27 | Benjamin Weger          | Švýcarsko | 38:55,9 | 3 (1+0+2+0)       | +2:40,1 |
| 28.                                                                                            | 11 | Alexis Bœuf             | Francie   | 39:23,4 | 2 (0+0+2+0)       | +3:07,6 |
| 29.                                                                                            | 28 | Tomas Kaukėnas          | Litva     | 39:58,9 | 3 (0+1+1+1)       | +3:43,1 |
| 30.                                                                                            | 3  | Tim Burke               | USA       | 41:15,5 | 5 (2+3+0+0)       | +4:59,7 |
| Č. – startovní číslo závodníka, yr – vedoucí závodník disciplíny i hodnocení světového poháru. |    |                         |           |         |                   |         |